# E932
E932 eller Europaväg 932 är en europaväg som mellan Buonfornello och Catania på Sicilien i Italien. Längd 150 km.

## Sträckning
Buonfornello - Caltanissetta - Catania

## Standard
Vägen är motorväg (A19) hela sträckan.

## Anslutningar till andra europavägar
- E90
- E45